# Csaba Horváth (szachista)
Csaba Horváth (ur. 5 czerwca 1968 w Budapeszcie) – węgierski szachista, arcymistrz od 1993, sędzia klasy międzynarodowej od 1998 roku.

## Kariera szachowa
W latach 1984–1988 pięciokrotnie reprezentował Węgry na mistrzostwach świata i Europy juniorów do lat 20, najlepszy wynik uzyskując w 1988 r. w Arnhem (ME), gdzie podzielił IV-VII m. (za Aleksiejem Driejewem, Borysem Gelfandem i Ronenem Levem, wspólnie z Lluisem Comasem Fabrego, Rune Djurhuusem i Richardem Wessmanem). Wkrótce awansował do czołówki węgierskich szachistów, do której należał do końca lat 90. XX wieku. W 1989 r. wystąpił w reprezentacji kraju na drużynowych mistrzostwach Europy, a w 1990 i 1998 – na szachowych olimpiadach. Wielokrotnie startował w finałach indywidualnych mistrzostw Węgier, dwukrotnie (1994, 1998) zdobywając złote medale.
Odniósł szereg sukcesów w turniejach indywidualnych, m.in.:
- 1986 – Oakham (dz. II m. za Robertem Kuczyńskim, wspólnie z Markiem Condie, Viswanathanem Anandem i Jamesem Howellem),
- 1987 – Debreczyn (memoriał Gedeona Barczy, dz. II m. za Eduardem Meduną, wspólnie z Tiborem Karolyim juniorem),
- 1990 – Budapeszt (turniej Noviki-A, I m.),
- 1991 – Budapeszt (I m.), Stary Smokovec (dz. II m. za Ivanem Sokolovem, wspólnie z Petarem Popoviciem),
- 1992 – Budapeszt (I m.), Zalakaros (dz. I m. wspólnie z m.in. Aleksandrem Waulinem, Ferencem Portischem i Laszlo Barczayem),
- 1994 – Budapeszt (turniej First Saturday FS08 GM, dz. I m. wspólnie z Tiborem Fogarasim),
- 1995 – Velden (dz. I m. wspólnie z m.in. Weresławem Eingornem, Jozsefem Horvathem, Walerijem Łoginowem i Ivanem Farago), Mravinci (dz. I m. wspólnie z m.in. Hrvoje Steviciem),
- 1996 – Budapeszt (turniej First Saturday FS05 GM, I m.), Balatonbereny (dz. II m. za Liviu-Dieterem Nisipeanu, wspólnie z Olegiem Romaniszynem, Đào Thiên Hải i Jozsefem Horvathem),
- 1997 – Kair (II m. za Igorem Nowikowem), Budapeszt (turniej Honved-B, dz, I m. wspólnie z Attilą Czebe),
- 1998 – Budapeszt (turniej First Saturday FS12 GM, I m.),
- 1999 – Budapeszt (turniej First Saturday FS04 GM, II m. za Andriejem Zontachem),
- 2001 – Chambéry (dz. I m. wspólnie z Jozsefem Horvathem), Zalakaros (II m. za Zoltanem Vargą), Split (II m. za Ivanem Zają(inne języki)), Helsinki (dz. II m. za Jozsefem Horvathem, wspólnie z Jewgienijem Sołożenkinem),
- 2002 – Budapeszt (turniej First Saturday FS04 GM-A, I m.), Aschach (dz. II m. za Nikolausem Stancem, wspólnie z m.in. Siergiejem Kriwoszejem(inne języki)),
- 2003 – Split (dz. I m. wspólnie z m.in. Tomasem Polakiem),
- 2004 – Split (I m.), Chambéry (I m.), Zalakaros (dz. I m. wspólnie z m.in. Konstantinem Czernyszowem, Attilą Czebe, Jozsefem Horvathem i Albertem Bokrosem(inne języki)),
- 2005 – Val Thorens (I m.), Zalakaros (dz. II m. za Konstantinem Czernyszowem, wspólnie z m.in. Gyula Saxem),
- 2006 – Split (dz. II m. za Filipem Ljubiciem(inne języki), wspólnie z Emirem Dizdareviciem),
- 2007 – Hawana (memoriał Jose Raula Capablanki-open, dz. I m. wspólnie z Diasmany Otero(inne języki)), Santa Clara (dz. I m. wspólnie z m.in. Neurisem Delgado Ramirezem, Walterem Arencibią i Yuniesky Quezadą Perezem).

Najwyższy ranking w dotychczasowej karierze osiągnął 1 października 2004 r., z wynikiem 2565 punktów zajmował wówczas 7. miejsce wśród węgierskich szachistów.